# Josafat Vagni
Josafat Vagni (Roma, 1º aprile 1986) è un attore italiano.

## Biografia
Studia recitazione presso l'Accademia «Corrado Pani» di Roma e frequenta vari workshop. Nel 2021 presta la voce per l'album Flop di Salmo nella traccia "VIVO", dove parla del fallimento.

## Filmografia

### Cinema
- Come non detto, regia di Ivan Silvestrini (2012)
- ACAB - All Cops Are Bastards, regia di Stefano Sollima (2012)
- Arance & martello, regia di Diego Bianchi (2013)
- Maraviglioso Boccaccio, regia di Paolo e Vittorio Taviani (2015)
- Pecore in erba, regia di Alberto Caviglia (2015)
- Dove cadono le ombre, di Valentina Zucco Pedicini (2017)
- Niente di serio, regia di Laszlo Barbo (2017)
- Una questione privata, regia di Paolo e Vittorio Taviani (2017)
- Mondocane, regia di Alessandro Celli (2020)
- Permette? Alberto Sordi, regia di Luca Manfredi (2020)
- Per niente al mondo, regia di Ciro D'Emilio (2022)
- Martedì e venerdì, regia di Fabrizio Moro e Alessio De Leonardis (2024)

### Televisione
- Boris, regia di D. Marengo (2010)
- Preferisco il paradiso, regia di G. Campiotti (2009)
- Rex 3ª Serie, regia di M. Serafini (2009)
- Romanzo Criminale 2 - La serie, regia di S. Sollima (2010)
- Ho sposato uno sbirro, regia di A. Barzini (2010)
- R.I.S. Roma 2 - Delitti imperfetti, regia di Francesco Micciché – serie TV, episodio 2x03 (2011)
- I Borgia (serie televisiva francese) episodio 03x3 regia di Tom Fontana(2014)
- Una grande famiglia, regia di I. Silvestrini (2013)
- Mio Duce ti scrivo, regia di Massimo Martella (2015)
- Matrimoni e altre follie, regia di L. Muscardin (2016)
- Forse sono io 2, regia di Vincenzo Alfieri - 1 episodio (2016)
- Sbratz, regia di Luca Vecchi - 1 episodio (2017)[2]
- Teddy, regia di Mauro Mancini (2019)
- Leonardo, regia di Daniel Percival e Alexis Sweet – serie TV, episodi 1x02, 1x04, 1x05 (2021)
- L'Ora - Inchiostro contro piombo, regia di Piero Messina, Ciro D'Emilio, Stefano Lorenzi – serie TV (2022)
- La Storia, regia di Francesca Archibugi – serie TV, episodio 6 (2024)
- Briganti, regia di Steve Saint Leger, Nicola Sorcinelli e Antonio Le Fosse - serie TV (2024)
- La farfalla impazzita, regia di Kiko Rosati – film TV (2025)

### Cortometraggi
- Liberiamo qualcosa, regia di G. Tortorella (2008)
- Protocollo chimera, regia di L. Lucchesi (2009)
- N9VE, regia di C. Anania (2010)
- Putrida menzogna, regia di F. Risuleo (2011)
- Versipellis, regia di Donatello Della Pepa (2011)
- Pre Carità, regia di F. Costa (2012)
- Noi e gli altri, regia di Max Nardari (2013)
- Il Camerlengo, regia di Marco Castaldi (2015)
- Cinecittà Dream, regia di Daniele Nannuzzi (2016)

## Teatro
- 80 film in 80 minuti, regia di C. Insegno (2006)
- Cannibal the musical, regia di C. Insegno (2006)
- L’ultima notte, regia di A. Prete (2007)
- Quartetto per Viola, regia di C. Carafoli (2008)
- Io parto… e poi… un lavoro me lo invento!, regia di L. Monti (2009)
- Tu li conosci i Parker, regia di S. Messina (2012)
- I Furiosi, regia di F. Parenti (2015)
- Ragazzi di vita, di P.P. Pasolini, regia di M. Popolizio (2016)
- Calderòn, di P.P. Pasolini, regia di F. Tiezzi (2016)
- Emilia, regia di C. Tolcachir (2017)
- Antigone, regia di F. Tiezzi (2018)